# 风花雪月 (1977年电影)
《风花雪月》（英語：Moods of Love）是1977年李翰祥执导编剧，剧情类香港電影，由岳华等人领衔主演，该电影是由两个有关于妓女的故事组成。

## 劇情簡介
第一个故事:在宋朝的时候，一个人因为看到和尚没有出席自己的宴会，于是便用妓女来让他名声扫地，而后和尚果然中计，并在之后棕圆寂的方式来惩罚自己。
随后这个人有了一个女儿。
第二个故事:民国的时候，有个妓女因为之前被人骗等原因不得不成了妓女，随后得知真相的她自然是永乐一些方式仆改变自己目前的状况……

## 演员
- 余莎莉
- 岳华
- 姜南
- 康凯
- 谷峰
- 方圆
- 史仲田
- 刘陆华
- 邵音音
- 陈萍
- 王莱
- 詹森
- 胡锦
- 恬妮
- 吴明才
- 刘慧玲
- 田青
- 卢苇
- 郝履仁
- 江洋

## 相關連結
- 香港影庫上《风花雪月》的資料（繁體中文）
- 互联网电影数据库（IMDb）上《风花雪月》的资料（英文）
- 爛番茄上《风花雪月》的資料（英文）